# 如果究極進化的完全沉浸RPG比現實還更像垃圾遊戲的話
《如果究極進化的完全沉浸RPG比現實還更像垃圾遊戲的話》是日本作家土日月所著的輕小說系列，由陽太擔綱插畫，由2020年8月起經MF文庫J出版，至今出版共4卷。改編電視動畫於2021年4月至6月播映。

## 故事概要
結城宏在遊戲商店買了一款10年前推出的完全沉浸RPG《極·任務》。這款遊戲極度追求真實感。玩家能在遊戲中感受包括味覺和痛楚在內的五感，遊戲畫質真實得讓人覺得自己身處現實世界。遊戲採用極為廣闊的開放式劇本，旗標數目多達10的52次方。不過，如此真實的遊戲體驗，卻讓遊戲難度大增，體驗十分難過，簡直就是垃圾遊戲。宏在一開始就卡關了。

## 登場角色

### 主要角色
結城宏（聲：山下大輝、杉山里穗（幼年））
本作男主角。不起眼的高中生。原本想買新遊戲《Finalizing Quest 22》，但在玲於奈慫恿下，購買了10年前發售的《極·任務》。
《極·任務》遊戲開始時發生意外不小心殺死馬欽，因而獲得「摯友殺手」的稱號。現被艾莉希亞追殺也要逃離其魔掌。被艾莉希亞再次襲擊時想出襲胸戰術，但摸艾莉希亞的胸部卻沒用，最後以告白戰術成功，使艾莉希亞親口說出真正的內心話，才後悔一開始對她與哥哥那時毫無禮貌且自私的態度，並馬上去凱努拉樹，正式面對怨靈馬欽說聲道歉，以及小時所發誓：「我和你死了也要當摯友」這句，讓馬欽放下怨恨以及遺憾，開懷放心去天國而消逝。
想起神威建議多觀察四周，也回想在監獄多次聽到那不像人類發出的與被關的三隻白化哥布林吼聲相同，當場質問特斯拉那三隻白化哥布林完全不像近期被抓，判斷是多年前被抓
並停手讓獨眼開口說出事實，但依然被特斯拉斬斷其頭顱，突然特斯拉眼神一變並嘲笑宏，並親口說三隻白化哥布林是7年前抓來的並作為執行特多城的恐怖統治用道具，是獨眼的親兒子。
原來哥布林是不主動惹火就不會攻擊人類的高智慧種族，但兩人利用這點抓不少哥布林使其執行恐怖統治，之後特斯拉滅口自己的部下。
宏終於明白所謂「生存率0.1%」不是指哥布林襲擊事件而是得知特斯拉與伽班隱瞞多年的特多城恐怖統治真相，特斯拉大改態度並開始滅口的事。
親眼看見艾莉希亞替自己擋特斯拉的劍也失血過多而死，當場爆發此作的感情系統使其身體能力大幅提高能與特斯拉互相對戰，但即將被特斯拉殺掉之際進入夢境和馬欽對話，危急之時馬欽以自身靈魂化成魔劍擋下其一擊，並斷掉特斯拉的黃金劍，獲得「摯友殺手劍使用者」這稱號。
即將決勝負被伽班趁其不注意頂膝蓋窩就死於特斯拉的究極極度閃電使其造成遊戲和機器被燒壞，與在手機通話中的玲於奈訴說「閱覽攻略網站得知有秘技可從死亡點重來一次」的事。
宏很快記住通關密碼，和玲於奈講好暫時不玩《極·任務》一個月後再重玩，自此自己的人生就此改變，一個月鍛鍊期後從玲於奈免費獲得硬體與遊戲並開始重玩。
如月玲於奈（聲：竹達彩奈）
將《極·任務》賣給宏的遊戲商店店員。銀髮爆乳美女。遊戲內則裝備商店店員特典附贈的妖精造型，NPC、怪物是看不見或感知不到她自己。但艾莉希亞在襲擊宏期間，卻意識到自己的存在，並有所防範而感到驚訝。宏被伽班擁抱時調侃，於訓練五天期間內因不能打斷該NPC們對話與劇情發展而不插話，僅宏休息時才能交談，宏被霸凌後自己突發奇想暗中惡搞格拉納達造成跌入谷底也辭去衛兵隊並順便陷害阿莫斯。最後阿莫斯被尊重眾人的特斯拉決定開除之後訓練期第四天當晚非常興奮又得意洋洋表示自己的計畫順利成功。自己當面說明為何執著尋找能破關地雷作《極·任務》玩家的主因。
十年前當時是18歲高中生玩《極·任務》也知道感情系統的觸發條件也曾發動秘技，於隊中擔任支援。
之後遇上神威，玲於奈到他面前表明要正式交往卻以胸部過大的理由被拒絕，而他獨自離開特多城，從此之後發誓一定找《極·任務》玩家並破關然後直接結婚在神威面前比中指。
但主因太過於隨便而被宏無奈地吐槽，之後哥布林第二次襲擊事件穿插的特多城治安惡化事件講如此混亂的情況必定會有不良人士趁火打劫的道理，但被宏吐槽不需要這種真實感。
哥布林第二次襲擊事件，原以為宏對關在牢籠的三隻白化哥布林的推理是完全胡說八道又沒根據，可沒想到聽到大改態度的特斯拉與伽班說出令人驚愕的事實而驚呆也不知所措
對大改態度的特斯拉非常失望，也哭著說是自己最喜愛的NPC，宏吐槽玲於奈沒有男人緣。
因看見宏持有的劍斷掉卻無法對特斯拉造成傷害而傻眼，未注意伽班趁宏不注意頂膝蓋窩就此敗亡於特斯拉造成遊戲和機器被燒壞並反省自己。
自己就大方免費贈送硬體與遊戲給宏，是作為嫁給未來丈夫的特別服務，一個月後下午時刻的公園也將硬體與遊戲免費贈送宏。

### 《極·任務》NPC
艾莉希亞（聲：菲魯茲·藍）
在遊戲中設定為宏的青梅竹馬，擁有離譜的超高速，常被玩家當成夥伴隨行。但馬欽死亡後改稱號為地獄的水果刀手（Hells Fruits Slicer）且能力值上升十倍，對宏充滿怨恨，並發誓殺死宏後再自殺。
再次襲擊宏時，被米紮麗薩阻撓，雖一度膠著，但以超高能力打敗她，最後宏的告白戰術成功，使自己親口說出內心話，因無法接受先前宏不負責任，最後自己心中充滿五味雜陳下放棄襲擊，隨即快速離開。
數天後哥布林第二次襲擊事件，由特斯拉推薦並任職衛兵隊隊員，但其性格是否有回復正常使宏感到不放心，因特多城東部地區有治安惡化的事，並照特斯拉命令也一同巡邏
但亂入宏與銀次的第二次單挑並KO銀次，順便解決聚集於賭場的銀次一黨。
哥布林第二次襲擊事件，從宏的推理得知令人驚愕的真相後，一臉不敢置信面對特斯拉與伽班城主。之後為了救宏，擋下特斯拉的劍因此重傷。死前對宏表白，說明自己為什麼會當衛兵以及自己的心意。
米紮麗薩（聲：井澤詩織）
宏被關在監獄時所遇到的紅髮少女，實際是從事異端審查的審查官。
宏被審問過程中不慎尿褲子，反而開啟米紮麗薩的奇特癖好，最後因特斯拉命令而釋放宏，之後稱宏為「尿褲子大人」並以奇特眼光關注。
艾莉希亞襲擊宏時現身並出手幫忙，但仍被艾莉希亞壓倒性力量被擊敗。
數天後哥布林第二次襲擊事件，由特斯拉推薦並任職衛兵隊隊員，但虐待狂性格讓宏感到不放心。因特多城東部地區有治安惡化的事，並照特斯拉命令也一同巡邏。順勢解決聚集於賭場的銀次一黨。
哥布林第二次襲擊事件，於伽班的居住地被驚人實力的哥布林之王轟飛，撞到牆後昏迷不醒。
馬欽（聲：石谷春貴、藤原夏海（幼年））
經營蘋果農園，艾莉希亞的哥哥。很不幸被宏撞到，刺著蘋果的小刀順勢刺進喉嚨，當場死亡。
一度以怨靈姿態現身，在被關在監獄的宏面前而苦苦糾纏，但宏當時沒注意其約定，最後意識到其約定重要性，向玲於奈表明要去起始地點附近的凱努拉樹。最後宏在凱努拉樹，正式面對馬欽並說出當年小時所發誓：「我和你死了也要當摯友」這句，馬欽能安心去天國並消逝。
宏即將被特斯拉滅口時進入夢境也再度相會，以自身靈魂化成魔劍幫宏擋下，順勢斷掉特斯拉的黃金劍
特斯拉·沃爾夫·卡邁因（聲：日野聰）
《極·任務》中最強NPC之一，具有擎天駕海的高強實力的型男衛兵隊長，被稱為「雷鳴的特斯拉」。
由於其階級最高，相對也掌握的最高司法權限，並居住於伽班的豪宅。
據衛兵隊的帕爾告密信《實為玲於奈暗中搞鬼》以及現場衛兵隊眾人認定阿莫斯沒盡忠職守教導眾人，決定開除阿莫斯然後雇用新教官。
哥布林第二次襲擊事件，特斯拉特地找來艾莉希亞和米紮麗薩，並任命為衛兵隊隊員，在伽班的居住地特斯拉給於哥布林之王－獨眼最後一擊時被宏叫住，並被質疑關在牢龍的三隻白化哥布林不是近期被抓，而是多年前被抓。這時突然大改態度，將獨眼殺死，與伽班說出令人驚愕的真相後，滅口在場的2位部下並作勢要親手滅口宏。最後宏失敗，敗於特斯拉手下，遊戲和機器都被燒壞。
阿莫斯（聲：興津和幸）
擔任特斯拉衛兵隊副隊長，並且是衛兵訓練所所長，秉持實力才是一切的精神。
被玲於奈暗中栽贓為造成格拉納達因崩潰而辭去衛兵隊的主犯，也誤導是帕爾寫爆料信，經特斯拉判斷，衛兵隊眾人完全沒受過其教導且不管事，當場開除作為處分。
哥布林第二次襲擊事件中，從凱西口中得知他太害怕哥布林而先逃跑。
博布（聲：梶原岳人）
比宏更早於一個月前入衛兵隊的前輩。隨凱西揭發阿莫斯對宏被格拉納達和帕爾霸凌卻不出手阻止，並與在場眾人質疑阿莫斯沒教導眾人且不管事的事實。
凱西（聲：伊藤加奈惠）
最初宏從哥布林危機時所救到的少女並護衛其回家的女衛兵，因宏實力不足遭到排斥，依然不介意而教導其劍術。
阿莫斯被特斯拉質疑是否能當所長並問眾人時，她出面揭發宏被格拉納達和帕爾霸凌時他完全沒出手阻止的事實。
格拉納達（聲：鈴木崚汰）
與宏同時入衛兵隊的傭兵，於實戰訓練中打贏阿莫斯，當眾嘲笑宏，性格彷彿現實的谷城再現。
被玲於奈暗中惡搞，被老兵們責罵，加上看見帕爾見風轉舵套老兵們交情，當場崩潰，最後自行辭掉衛兵隊。
帕爾（聲：真木駿一）
同樣與格拉納達一同入衛兵隊的傭兵，隨格拉納達跟著嘲笑宏，性格彷彿現實的三科再現。
被玲於奈暗中誤導是揭發阿莫斯的告密者，哥布林第二次襲擊事件中，從凱西口中得知因太害怕哥布林而先逃跑。
梅麗莎（聲：山根綺）
特多城城下町「梅麗莎商店」的NPC店員，宏要買2顆煙霧彈，被她加價為50銀並要求附上指名費10銀，最後宏被保鑣擋路不得不付，使身上的60銀全花光。
伽班（聲：伊藤靜）
特多城的美女城主，沒有她給予的許可證就無法離開特多城。
哥布林第二次襲擊事件時，隨宏的推理並得出令人驚愕的事實，伽班隨即現身，與特斯拉親口說出執行特多城的恐怖統治真相。
宏與特斯拉即將決勝負時趁機跑到宏背後頂膝蓋窩造成宏死於特斯拉的究極極度閃電之下。

### 遊玩《極·任務》的玩家
銀次（聲：小西克幸）
現實玩家。與主角相同，於十年前親手以柔道絞殺了摯友恩里克與青梅竹馬－瑪麗，現稱號為「不是人」（＝Not Human）。
宏無罪釋放後，四處找工作都碰壁，不得已找在賭場睡覺的他並要求借錢，但銀次不同情宏的遭遇並大肆嘲笑引發衝突。
雙方衝突的最後被宏打敗（實為痛風發作而被宏反敗為勝），並感嘆年輕也能有熱血一面，就此靜靜坐在椅子並致敬明日之丈的最終話名場面。
之後玲於奈以利口捷給口調下順利騙到他自己的全財產（60銀）。
趁哥布林第二次襲擊事件發生時集結不良人士趁火打劫並大賺黑心財，但最後被宏一行破壞，遭亂入的艾莉希亞KO，結果與其他同夥一同關入監獄。
神居宗一郎（聲：松岡禎丞）
年輕的都議會議員，唯一破完《極·任務》的傳說人物，玩家名「神威」（カムイ），並封號為「永久無敵的冒險者」。
有自己製作「歐貝爾達因歷程」攻略網站，上傳了大量的攻略影片。但影片內的他說話十分尖酸刻薄，讓人不禁無名火起。
十年前有遇過當年18歲的玲於奈，結果自己卻拒絕玲於奈的交往請求而獨自離開特多城。
宏看攻略得知，此作有加入感情系統，神居也拿下面具說明此系統不論任何場合下湧現出的感情會使身體能力大幅提高。
宏敗於特斯拉導致遊戲和機器被燒壞後攻略網站卻突然冒出這欄，宏點進去神居說明有秘技可從死亡點重來一次的事。
艾咪
宏於米斯提之鎮(ミスティンの町)相遇的玩家，留茶色短髮也帶點男孩風的少女。
現實中是位精通藥學的高中生，所以熟知遊戲中的藥草與用途，與同樣是現實玩家的祥子不擅相處也不常碰面。
祥子
宏於米斯提之鎮相遇的短髮有蓄鬍其語調有男大姊的男玩家，不知道秘技的事而無法觸發感情系統的條件。

### 宏身邊的角色
結城楓（聲：古賀葵）
現實中宏的妹妹。兄妹兩人關係並不好。
宏看完神居的攻略網站的建議後，找她也順便送布丁並坦白承認自己自暴自棄也道歉。
齊藤貴文（聲：坂田將吾）
宏的同班同學也是好友。宏在高中一年級入田徑社時認識，現在是田徑社的社員。
谷城、三科（聲：鈴木崚汰（谷城）、真木駿一（三科））
自稱是宏的朋友，實為時常勒索宏交出保護費的兩名不良少年。
宏因遊戲中敗於特斯拉而在教室當場發怒，讓兩人嚇到無話可說也就匆匆忙忙離開教室。
安岡老師（聲：櫻井透）
田徑社顧問並擔任宏的職涯規劃導師。
為了說服宏將書本傳遞給他，但忘記書本裡將近一半內容的標準肌肉笨蛋老師。
麥克·馬克拉庫朗（聲：松田健一郎）
前奧林匹克男子100公尺銀牌田徑選手，喜好日本，現已退役並擔當體育記者。
守口達也（聲：浦和希）
宏於高中一年級時期為爭奪田徑地區大賽冠軍的競爭對手，就讀究進高中。

## 出版書籍

### 輕小說
| 卷數 | KADOKAWA       | KADOKAWA               |
| 卷數 | 發售日期       | ISBN                   |
| ---- | -------------- | ---------------------- |
| 1    | 2020年8月25日  | ISBN 978-4-04-064807-1 |
| 2    | 2020年12月25日 | ISBN 978-4-04-064808-8 |
| 3    | 2021年4月24日  | ISBN 978-4-04-064809-5 |
| 4    | 2021年7月21日  | ISBN 978-4-04-680609-3 |

### 漫畫
| 卷數 | KADOKAWA      | KADOKAWA               |
| 卷數 | 發售日期      | ISBN                   |
| ---- | ------------- | ---------------------- |
| 1    | 2021年5月21日 | ISBN 978-4-04-680594-2 |
| 2    | 2022年1月21日 | ISBN 978-4-04-680941-4 |

## 電視動畫
改編電視動畫於2021年4月7日首播，製作公司為ENGI。

### 宣傳、消息公佈
2020年12月4日，宣佈將會改編為電視動畫，定於2021年4月首播，公佈主要製作人員及聲優陣容，並公開一張預告視覺圖。12月26日，在「KADOKAWAanime」YouTube頻道上直播網絡節目，出席者包括山下大輝、竹達彩奈、菲魯茲·藍、井澤詩織、古賀葵。節目中公開了第1條宣傳影片和追加聲優陣容。2021年3月5日，公開主視覺圖，並開設官方網站。3月6日，山下、竹達、菲魯茲和古賀出席「KADOKAWA 輕小說EXPO 2020」網絡直播舞台活動，活動中公開了第2條宣傳影片、主題曲詳情，以及播映日期和電視台。片尾曲在第2條宣傳影片中首次對外披露。活動中亦公開了由《這個勇者明明超TUEEE卻過度謹慎》插畫繪師豐田瑣織所繪畫的一張合作插圖。3月27日，上述五名聲優出席了AnimeJapan 2021的網絡直播舞台活動。

### 製作人員
- 原作：土日月
- 人物原案：陽太
- 導演：三浦和也
- 系列構成、編劇：豬原健太
- 人物設定：監物“Kevin”雄太
- 道具設計：新谷真晝
- 美術設定：鈴木政彥
- 色彩設計：相原彩子
- 攝影監督：松向壽
- 剪輯：小口理菜
- 音響監督：郷文裕貴
- 音響效果：出雲範子
- 音響制作：Bit Groove Promotion（ビットグルーヴプロモーション）
- 音樂：中西亮輔
- 音樂製作：KADOKAWA
- 動畫製作：ENGI[10]

### 主題曲
片頭曲《ANSWER》
作詞：AIJ，作曲、編曲：ANCHOR，主唱：前島麻由
片尾曲（歡喜最！）
作詞：烏屋茶房，作曲、編曲：橘亮祐、篠崎あやと、烏屋茶房，主唱：如月玲於奈（竹達彩奈）、艾莉希亞（菲魯茲·藍）、米紮麗薩（井澤詩織）、結城楓（古賀葵）

### 各集列表
| 集數 | 日文標題 | 中文標題         | 劇本     | 分鏡         | 演出       | 作畫監督 | 首播日期 （2021年） | 改編原作小說 |
| ---- | -------- | ---------------- | -------- | ------------ | ---------- | --- | ------------------- | ------------ |
| #01  |          | VR × 現實        | 豬原健太 | 三浦和也     |            | 宇井川真明、增井良紀 龜山千夏、能海知佳                                                                     | 4月7日              | 第一集       |
| #02  |          | 冷門遊戲的玩家   | 豬原健太 | Royden B     | 木村佳嗣   | 阿部由佳、柄谷綾子、滝川和男 花輪美幸、藤田正幸、森悦史                                                     | 4月14日             | 第一集       |
| #03  |          | 成年人的活動時間 | 豬原健太 | 前園文夫     | 前園文夫   | 山村俊了、木下由美子 松井誠、手島勇人                                                                       | 4月21日             | 第一集       |
| #04  |          | 唯一通關的人     | 豬原健太 | 吉田英俊     | 安藤貴史   | 藤田正幸、森悦史、飯飼一幸 中島美子、沼田宏、柄谷綾子                                                       | 4月28日             | 第一集       |
| #05  |          | 殺人狂的苦惱     | 豬原健太 | 増田敏彦     | 佐佐木達也 | Min Hyun Sook、Jeon Jong Min、Kim Suho Bae Geunyoung、Hwang Mijeong                                         | 5月5日              | 第一集       |
| #06  |          | 匕首與鋸子       | 豬原健太 | 伊藤史夫     | 伊藤史夫   | 飯飼一幸、和田伸一、藤田正幸 花輪美幸、柄谷綾子、阿部由佳                                                   | 5月12日             | 第一集       |
| #07  |          | 存活率0.1%       | 豬原健太 | 増田敏彦     | 金澤由季   | Kim SuhoSong、Jinyeong、松井誠                                                                              | 5月19日             | 第二集       |
| #08  |          | 入隊與洗禮       | 豬原健太 | Royden B     | 木村佳嗣   | 森悦史、花輪美幸 藤田正幸、飯飼一幸、柄谷綾子                                                               | 5月26日             | 第二集       |
| #09  |          | 妖精之力         | 豬原健太 | おおぐろてん | 村田尚樹   | Jeon Jong、MinKang Dong Ha Lee Seong Hee、Choi Kyung Seok                                                   | 6月2日              | 第二集       |
| #10  |          | 新的同伴         | 豬原健太 | 吉田英俊     | 森田侑希   | 片岡恵美子、藤田正幸、太田彬彦 滝川和男、花輪美幸、沼田廣                                                   | 6月9日              | 第二集       |
| #11  |          | 走進死巷的城鎮   | 豬原健太 | 釘宮洋       | 伊藤史夫   | Kim Suho、Song Jinyeong、松井誠、鯉川慎平                                                                   | 6月16日             | 第二集       |
| #12  |          | 現實 × VR        | 豬原健太 | Royden B     | 木村佳嗣   | 松井誠、鯉川慎平、南原孝衣子、手島勇人、藤田正幸 森悦史、阿部由佳、柄谷綾子、片岡恵美子、臼田美夫、太田彬彦 | 6月23日             | 第二集       |

### 播放電視台
日本深夜動畫：下文記載的日本国内播放時間使用日本標準時間（UTC+9）表示。因為部分時間标识會採用30小时制，因此請留意这类超过24:00的时间，其實際播放時間為翌日清晨。
| 播放日期              | 播放時間（UTC+9）    | 播放電視台 | 播放地區 | 備註                 |
| --------------------- | -------------------- | ---------- | -------- | -------------------- |
| 2021年4月7日－6月23日 | 星期三 22:30 - 23:00 | AT-X       | 日本全國 | 衛星電視，有重播     |
| 2021年4月7日－6月23日 | 星期三 23:30 - 24:00 | TOKYO MX   | 東京都   |                      |
| 2021年4月7日－6月23日 | 星期四 25:00 - 25:30 | BS11       | 日本全國 | 衛星電視，ANIME+節目 |
| 2021年4月8日－6月24日 | 星期四 25:00 - 25:30 | SUN電視台  | 兵庫縣   |                      |
| 2021年4月9日－6月25日 | 星期五 25:00 - 25:30 | KBS京都    | 京都府   |                      |

## 外部連結
- MF文庫J特設網站（日語）
- 電視動畫官方網站（日語）
- 電視動畫的X（前Twitter）